# Cissus rostrata
Cissus rostrata là một loài thực vật hai lá mầm trong họ Nho. Loài này được (Miq.) Korth. ex Planch. miêu tả khoa học đầu tiên năm 1887.